# Stig Norén
Carl Stig Norén, född den 10 maj 1908 i Stockholm, död där den 10 september 1996, var en svensk general. Norén var chef för Flygvapnet från 1 oktober 1968 till 30 september 1973, då han ersattes av Dick Stenberg.

## Biografi
Norén blev fänrik i flottan 1930. Han genomgick flygutbildning 1932–1933 och blev löjtnant i flygvapnet 1936. Han var flottiljchef för Skaraborgs flygflottilj (F 7) 1950–1957, blev generalmajor och chef för Flygstaben 1960, var eskaderchef vid Första flygeskadern (E 1) 1964–1966, blev 1966 generallöjtnant och militärbefälhavare för Södra militärområdet (Milo S) 1966–1968. Han var den förste militärbefälhavaren i Milo Syd med samlat ansvar för armé, marin- och flygstridskrafterna, enligt den nya militärområdesorganisationen. Efter sin tid som flygvapenchef blev han 1973 general i reserven.
Norén invaldes 1948 som ledamot av Krigsvetenskapsakademien och blev 1971 hedersledamot i Örlogsmannasällskapet.
Stig Norén var sedan 1935 gift med Ulla Norén, född Nordenson (1910–1996). De fick döttrarna Märta och Ebba, av vilka den senare gifte sig med arkitekten Gunnar Mattsson och blev mor till Jonas Mattsson.

## Utmärkelser
- Riddare av Svärdsorden, 1946.[7]
- Riddare av Vasaorden, 1948.[8]
- Kommendör av Svärdsorden, 6 juni 1955.[9]
- Kommendör av första klassen av Svärdsorden, 6 juni 1957.[10]
- Kommendör med stora korset av Svärdsorden, 6 juni 1968.[11]